# Oixakan
Oixakan (armeni: Oixakan) és una ciutat d'Armènia a uns 15 km a l'oest d'Erevan i uns 10 km al nord de Vagharxapat. Antigament era la capital del districte de l'Aragatzotn (província d'Airarat) ubicant-se 10 km al nord de Vagharxapat.
Fou la seu dels Hazaraspets Amatuní que van governar allí fins al 791 quan van emigrar a territori romà d'Orient. Des de llavors l'Aragadzotn va esdevenir territori reial.
Es conserven la restes d'una església on hi a la tomba de Mesrop Maixtots inventor de l'alfabet armeni i de l'alfabet aghuà, mort el 443.
L'agost de 1827 els russos van derrotar aquí les forces perses d'Abbas Mirza, batalla en la qual l'armeni Hakob Harutyunian, que pertanyia a l'exèrcit persa, va girar el canó contra els seus i fou torturat, però va sobreviure i va rebre una pensió del tsar.